# Pilar Ayuso González
María del Pilar Ayuso González (ur. 16 czerwca 1942 w Badajoz) – hiszpańska polityk i agronom, deputowana do Parlamentu Europejskiego V, VI, VII i VIII kadencji.

## Życiorys
Z wykształcenia inżynier agronom, w 1970 obroniła doktorat z agronomii. Pracowała jako dyrektor projektów w Krajowym Instytucie Badań nad Gospodarką Rolną w Madrycie. Zaangażowała się w działalność Partii Ludowej, była sekretarzem partyjnej komisji ds. rolnictwa. Od 1991 do 1996 zasiadała w parlamencie wspólnoty autonomicznej Kastylia-La Mancha. Następnie do 1999 pełniła funkcję dyrektora generalnego w Ministerstwie Rolnictwa.
W 1999 i w 2004 była wybierana na posłankę do Parlamentu Europejskiego. W wyborach europejskich w 2009 odnowiła mandat na kolejną kadencję. Została członkinią grupy Europejskiej Partii Ludowej oraz Komisji Ochrony Środowiska Naturalnego, Zdrowia Publicznego i Bezpieczeństwa Żywności. W 2014 uzyskała mandat eurodeputowanej na czwartą z rzędu kadencję.
Działa w Europejskiej Unii Kobiet, objęła też funkcję wiceprzewodniczącej organizacji „Kobiety dla Demokracji”.